# Creodonta
Los creodontos (Creodonta, gr. kréas, "carne" y odóntos, "diente"; "dientes carniceros") son un orden extinto de antiguos mamíferos placentarios que en su momento de mayor esplendor se convirtieron en el principal grupo de vertebrados depredadores en los ecosistemas de África, Eurasia y América del Norte. 
Durante el Oligoceno de África, fueron los depredadores dominantes. Compitieron con los mesoniquios y entelodóntidos, a los cuales finalmente desplazaron para principios del Oligoceno y mediados del Mioceno respectivamente; pero posteriormente cedieron terreno frente al orden de los carnívoros. El último género se extinguió hace 11,1 millones de años pasando los carnívoros a ocupar sus nichos ecológicos.

## Características
Los creodontos fueron el principal grupo de mamíferos carnívoros entre 55 a 35 millones de años atrás. Compartían con los auténticos carnívoros la presencia de muelas carniceras que evolucionaron para cortar carne, una herramienta adecuada para dominar el nicho ecológico que ocupaban. En el caso de los creodontos, la labor principal de desgarrar la carne correspondía al primer o segundo molar superior y al segundo o tercer molar inferior, mientras que en los carnívoros modernos este papel pertenece al último premolar superior y al primer molar inferior (llamados por ello "dientes carniceros"). Estas diferencias, aparentemente irrelevantes, son una prueba perfecta de que carnívoros y creodontos tuvieron una evolución independiente durante un periodo de tiempo muy prolongado. Además, la dentición de los creodontos les limitaba a comer casi exclusivamente carne.
Los creodontos comprenden dos familias, los oxiénidos (Oxyaenidae) y los hienodóntidos (Hyaenodontidae). En ambos casos se trataba de animales de formas diferentes, similares a las de los carnívoros actuales. Los oxiénidos vivieron especialmente en América del Norte y en menor medida en Asia, con una gama de tamaños comprendidos entre el de una comadreja y un felino de tamaño medio, aunque otros como Sarkastodon eran grandes. Incluían también a Machaeroides, un creodonto del tamaño de un perro, dotado de dientes en forma de sables. Los hienodóntidos, a diferencia de los oxiénidos, tuvieron una distribución mucho mayor que, en algunos momentos, llegó a abarcar África, Eurasia y Norteamérica, disponiendo de formas similares a las de las hienas y cánidos actuales, pero otros eran tan pequeños como martas. El género más conocido y distribuido era Hyaenodon, con varias especies y de distintos tamaños.

## Filogenia
En su momento se consideraron como posibles antepasados de los modernos carnívoros, pero estudios más exhaustivos y nuevos hallazgos fósiles de carnívoros primitivos como los miácidos determinaron que sólo existía un parentesco no muy estrecho entre ambos grupos. No obstante, se cree que carnívoros y creodontos tuvieron un ancestro común a comienzos del Paleoceno o quizá ya a finales del Cretácico. Es posible que en el orden Creodonta se incluyan varios grupos de antiguos mamíferos pertenecientes a distintas ramas evolutivas, que hubiesen llegado a asemejarse por un proceso de evolución convergente derivado de su idéntica adaptación a una dieta carnívora.

## Historia evolutiva

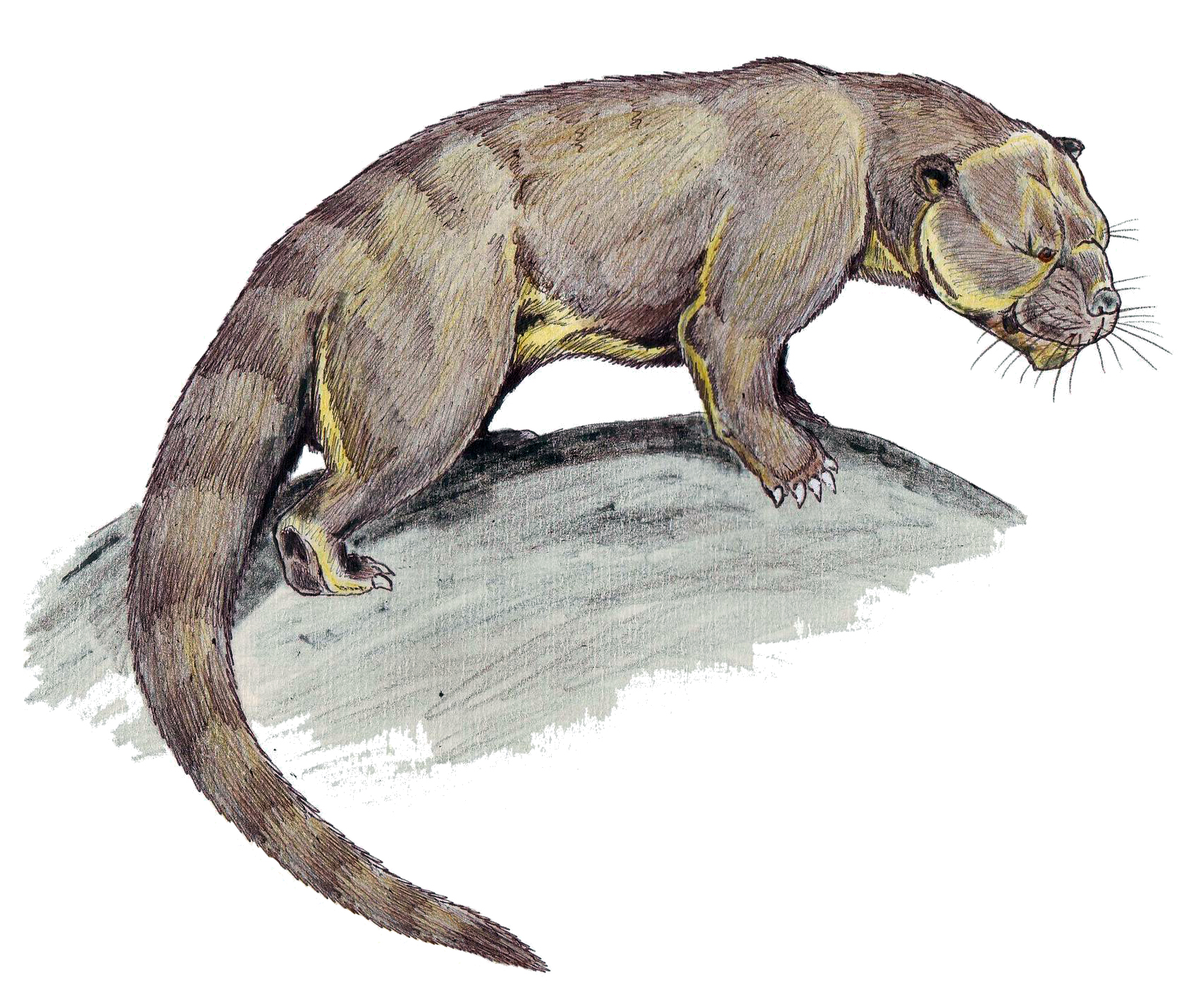
Patriofelis

A finales del Oligoceno, los creodontos se extinguieron en todos los continentes salvo en África, todavía aislada de otras masas terrestres (los creodontos son, de hecho, uno de los pocos grupos de mamíferos que lograron superar el Mar de Tethys a principios del Eoceno). Aquí se dieron formas gigantes adaptadas a la caza de proboscídeos, entre las que cabe destacar los géneros Hyainailouros (más grande que un león) y sobre todo Megistotherium, tal vez el mayor mamífero depredador terrestre de todos los tiempos, rivalizando con el cetacodonto Andrewsarchus. Esta enorme bestia tenía el tamaño de un bisonte americano y un cráneo de tamaño similar al de un tigre. Tras la unión de África y Eurasia a comienzos del Mioceno, los creodontos volvieron a colonizar parte de este territorio. Posteriormente declinaron hasta extinguirse por completo en el Plioceno, unos 8 millones de años atrás. La última forma, Dissopsalis vivió en el actual Pakistán.
No se puede explicar del todo por qué los carnívoros modernos, tras millones de años evolucionando en un segundo plano, acabaron por desplazar a los creodontos. Los cerebros menores de estos últimos y su menor capacidad para la carrera en comparación con los carnívoros más modernos, son las causas más probables de esa sustitución. También se ha señalado como factor la mayor versatilidad de la dentición de los carnívoros, que permite, al menos a algunos grupos, comer algo más que carne. Hoy en día, los osos, félidos, mustélidos y cánidos ocupan los nichos originales de los creodontos.